# Luděk Mikloško
Luděk Mikloško detto Ludo (Prostějov, 9 dicembre 1961) è un ex calciatore cecoslovacco, dal 1993 ceco, di ruolo portiere.
Sul finire degli anni 1980 era ritenuto uno dei migliori estremi difensori d'Europa.

## Palmarès

### Club

#### Competizioni nazionali
- Campionato cecoslovacco: 2

Banik Ostrava: 1979-1980

#### Competizioni internazionali
- Coppa Intertoto: 5

Banik Ostrava: 1979, 1985, 1988, 1989
RH Cheb: 1981
- Coppa Mitropa: 1

Banik Ostrava: 1988-1989
- Supercoppa Mitropa: 1

Banik Ostrava: 1989